# 轉錄服務
转录服务是一种商业服务，此類服務将语音（现场語音或录音）转换成书面文字或电子文本文件。转录服务通常應用於商业、法律或医疗領域。